# Doctor Neo Cortex
El Doctor Neo Cortex es un personaje ficticio y el principal antagonista de la serie de videojuegos Crash Bandicoot. Ha aparecido en todos los juegos principales de la serie como el archienemigo de Crash Bandicoot, así como un personaje jugable en varios títulos derivados. Cortex es un científico loco ególatra que busca lograr la dominación mundial con el uso de Evolvo-Rayo, una máquina capaz de crear soldados genéticamente mejorados a partir de animales ordinarios. Crash fue uno de esos temas, pero frustró el complot del científico; Posteriormente, Cortex está decidido a eliminar a Crash como un obstáculo para la dominación mundial.
Creado por los fundadores de Naughty Dog, Andy Gavin y Jason Rubin, y diseñado originalmente por Charles Zembillas. Los actores de voz que han interpretado a Cortex incluyen a Brendan O'Brien, Clancy Brown y Lex Lang. Cortex ha sido recibido positivamente por los críticos, y gran parte de los elogios se destinaron a las interpretaciones vocales de Brown y Lang, así como a la interpretación del personaje en Crash Twinsanity.

## Concepto y creación
Durante el desarrollo de Crash Bandicoot, los fundadores de Naughty Dog, Andy Gavin y Jason Rubin, concibieron la idea de Cortex mientras comían cerca de Universal Interactive Studios. A Gavin se le ocurrió la idea de un «villano genio malvado con una gran cabeza» que «se preocupaba por su actitud y sus secuaces». Rubin, que se había encariñado con la serie de televisión animada Pinky y Cerebro, imaginó una versión más malévola de Celebro con minions que se asemejaban a los personajes de comadreja en ¿Quién engañó a Roger Rabbit?. Después de que Gavin pusiera una voz que representara la actitud en mente del personaje, a él y a Rubin se les ocurrió instantáneamente el nombre de «Doctor Neo Cortex». Gavin y Rubin describieron a Cortex al diseñador de personajes Charles Zembillas como «[que tiene] una cabeza enorme pero un cuerpo diminuto, es un científico loco y se viste un poco como un nazi de Los Supersónicos». Rubin posee los bocetos originales de Cortex de Zembillas.
El co-artista de Crash Bandicoot, Joe Pearson, escribió una historia de fondo completa para Cortex como parte de la biblia de producción del juego. La historia de fondo detalla el nacimiento de Cortex en una gran familia de artistas circenses (se dice que su nacimiento ocurrió dentro de un vagón de gitanos que huía de Peoria), el abuso que sufrió al ser parte del acto familiar (que culminó en una «N» grande, que significa «nerd», el asesinato de su familia en una explosión de fuegos artificiales y un período de vagabundeo y fugitivo con su secuaz y compañero de clase de la escuela secundaria Nitrus Brio. Cortex se concibió originalmente como un personaje de videojuego consciente de sí mismo que estaba molesto por los clichés que encarnaba y se dirigía a la audiencia a lo largo del juego. Este aspecto se eliminó después de que Naughty Dog decidiera que las escenas interrumpirían el ritmo del juego.
Cortex se mantuvo estacionario en muchas de sus primeras apariciones porque su modelo de juego no podía caminar correctamente debido a la corta longitud de sus piernas. El artista Nicholas Kole ajustó las proporciones de Cortex para su aparición en Crash Bandicoot 4: It's About Time, aunque según Kole, la construcción más «elegante» de Cortex resultó en que sus animaciones resultaran «demasiado hermosas». En respuesta, los artistas del juego crearon una hoja de expresión para preservar la caracterización cómica de Cortex.

### Representación de voz
Cortex tiene la voz de Brendan O'Brien en el primer juego de Crash Bandicoot, y de Clancy Brown desde Crash Bandicoot 2: Cortex Strikes Back hasta Crash Nitro Kart. Brown finalmente abandonó la serie debido a su descontento con la compensación financiera de la industria de los videojuegos para los actores de doblaje. Para Crash Twinsanity, Lex Lang se llamó a una audición para reemplazar a Brown, y se le explicó que Vivendi Universal Games consideraba que la actuación de Brown era «demasiado mala». Después de que el director de voz Chris Borders describiera Cortex a Lang y le hiciera escuchar muestras de la firma de la interpretación de Brown, animó a Lang a interpretar a Cortex como más extravagante y egocéntrico. Lang finalmente creó una representación de Cortex que era «maestro del mal con un lado femenino infantil que se filtra en sus diatribas» que hizo que todos se rieran de las líneas y el personaje. Monty Python's Flying Circus fue una influencia adicional en la entrega de Lang como Cortex. Lang hizo la voz de Cortex desde Twinsanity en adelante. En un flashback de la infancia de Cortex en Crash Twinsanity, tiene la voz de Debi Derryberry, mientras que Corey Burton expresó a Cortex cuando se convierte momentáneamente en un bebé en Crash Bandicoot N. Sane Trilogy.

## Características
Los rasgos físicos más distintivos de Cortex son su cabeza grande, piel amarilla, perilla puntiaguda y la N tatuada en la frente. Cortex es casi calvo con la excepción de algunas áreas en su cabeza; Andy Gavin y Jason Rubin explicaron en broma que Cortex solo usa Rogaine en esas áreas selectas, mientras que la biblia de producción de Joe Pearson sugiere que Cortex se había quedado calvo prematuramente desde su infancia. Cortex mide 1,6 m (5 pies 3 pulgadas) y pesa 59 kilogramos (130 libras).
La caracterización básica de Cortex fue concebida por Gavin y Rubin como «un villano, lleno de sí mismo, incapaz de concebir hacer algo de la manera simple, pero constantemente (a sus ojos) traicionado por la incompetencia de sus secuaces». Cortex es representado como un científico loco que está motivado despiadadamente y obsesivamente para dominar el mundo por el deseo de vengarse de una humanidad que lo desdeñó y humilló. Posee un cociente de inteligencia escandalosamente alto, que él cree que lo convierte en la opción lógica para controlar el mundo, y con frecuencia se siente frustrado por la mentalidad inferior y los fracasos de sus subordinados. Consciente de su complexión diminuta, Cortex evita el combate físico y racionaliza su cobardía al afirmar que tal compromiso está por debajo de él. Cortex es excepcionalmente hábil en los campos de la ingeniería y la mecánica, lo que le permite crear una amplia variedad de dispositivos y máquinas. Aunque es propenso a cambios bruscos de humor, y su determinación lo mantiene funcional. Tiene mucha confianza en sí mismo y se considera perfecto, lo que lo convence de no someterse al Rayo-Evolvo. Cortex es un solitario de toda la vida cuyo único amigo ha sido su asistente y socio de la infancia, el Doctor Nitrus Brio, a quien trata con desdeñoso afecto. Como resultado de sus experiencias traumáticas de la infancia, Cortex se enfurece histéricamente ante las imágenes de payaso, pistas de risas, botella de agua mineral, plátanos. El artista de Crash Twinsanity, Daniel Tonkin, observó que Cortex es «enormemente egoísta» y tiene «un verdadero complejo de inseguridad», mientras que el actor de voz Lex Lang resumió el carácter de Cortex como un «narcisista maníaco».

## Apariciones

### Serie principal
En Crash Bandicoot, Cortex y Brio preparan un bandicoot evolucionado, Crash, para Cortex Vortex, una máquina que supuestamente le lavará el cerebro a Crash para que se convierta en el general del ejército de los «Commandos de Cortex» de Cortex y lidere una campaña para dominar el mundo. Después de que Vortex rechaza a Crash, Cortex persigue a Crash fuera de su castillo y prepara a una bandicoot llamada Tawna para experimentar. Cortex finalmente es confrontado y derrotado por Crash, quien escapa con Tawna en la aeronave de Cortex. En Crash Bandicoot 2: Cortex Strikes Back, Cortex aterriza en una caverna donde descubre un gran cristal que cree que lo ayudará a controlar el mundo. Con este fin, crea una estación espacial armado con una versión más grande del Cortex Vortex que es capaz de lavar el cerebro a la totalidad de la población de la Tierra. Sin embargo, su nuevo secuaz, el Doctor N. Gin, le informa que se necesitan 25 cristales más pequeños junto con este «Cristal maestro» para que el nuevo Cortex Vortex sea funcional. Para remediar esta situación, Cortex secuestra a Crash y lo engaña haciéndole creer que está trabajando para salvar al mundo de un próximo flujo solar reuniendo los cristales. Más tarde, Cortex se ve obligado a huir cuando la hermana de Crash, Coco descubre el verdadero plan de Cortex y se lo revela a Crash, y la estación espacial de Cortex es destruida por Brio, que se ha vuelto contra Cortex. En Crash Bandicoot: Warped las ruinas de la estación espacial de Cortex chocan contra la Tierra y liberan a su maestro Uka Uka. Cortex participa en el plan de Uka Uka para reunir los cristales en sus lugares originales en el tiempo mediante el uso de la máquina de torsión del tiempo del Doctor Nefarious Tropy. Tras la derrota de Cortex, la máquina de torsión del tiempo implosiona sobre sí misma, atrapando a Cortex, Tropy y Uka Uka en una prisión fuera del tiempo y el espacio.
En Crash Bandicoot: la venganza de Cortex, Cortex crea a Crunch Bandicoot en otro complot para destruir a Crash y lo presenta en una reunión dentro de la nueva estación espacial de Cortex. Después de que Crunch no logra derrotar a Crash, Cortex y Uka Uka huyen a una cápsula de escape después de que Uka Uka accidentalmente provoca la falla catastrófica de la estación espacial. Su cápsula aterriza en un páramo helado de la Antártida, dejándolos varados en una gran capa de hielo durante tres años. En Crash Twinsanity, Cortex regresa e intenta eliminar a Crash. Después de otro fracaso, Cortex y Crash se encuentran con un par de loros interdimensionales llamados los Gemelos Malvados, quienes anuncian sus planes para destruir la isla de Crash y devastar la Tierra. Cortex se une temporalmente a Crash para derrotar a los Gemelos Malvados con la ayuda de Psychetron, una máquina que les permitirá viajar entre las infinitas dimensiones. Cortex finalmente se da cuenta de que los Gemelos Malvados son sus mascotas de la infancia, Victor y Moritz, quienes fueron enviados a la Décima Dimensión luego del primer experimento de Cortex con el Rayo-Evolvo. Cortex parte con Crash y su sobrina Nina Cortex a la Décima Dimensión, donde se enfrentan y derrotan a los Gemelos Malvados. Después de que el trío regresa a su propia dimensión, Cortex intenta desterrar a Crash, pero el psiquetrón que funciona mal teletransporta a Cortex al cerebro de Crash, donde queda atrapado con una multitud de duplicados de Crash que bailan.
En Crash of the Titans, Cortex secuestra a Coco y roba una gran cantidad de Mojo de un antiguo templo, planeando usarlo para crear un ejército de «Titanes», que lo ayudarán en la construcción del Doominator, un robot gigante capaz de destruir las Islas Wumpa. Después de fallar una vez más en destruir a Crash, Cortex es criticado por Uka Uka, quien lo reemplaza con Nina. Incapacitado durante gran parte del juego, a Cortex se le niega la oportunidad de ver a su Doominator en acción. Al final del juego, Cortex rescata a Nina del colapso de Doominator y la elogia por su traición, pero sin embargo promete retribución. En Crash: Mind over Mutant, Cortex deposita a Nina en su Evil Public School, luego se reconcilia con Brio para inventar el NV, un asistente digital personal que controla a quien lo usa transmitiendo Mojo negativo; el Mojo se extrae a la fuerza de Uka Uka después de que Cortex lo toma cautivo. Cortex luego se involucra en una pelea con Crash dentro de su nueva estación espacial Space Head, empoderándose con el uso de la fórmula de mutación de Brio. Al perder la pelea, Cortex hace una rabieta, lo que hace que Space Head caiga en picado hacia la Tierra. Cortex vuelve a la normalidad y escapa del Space Head en un transbordador más pequeño.
En Crash Bandicoot 4: It's About Time, que reconfigura los juegos que siguen a Warped desde la continuidad, Cortex y Tropy escapan de su prisión temporal, que crea grietas que conducen a diferentes dimensiones, y comienzan un complot para conquistar el multiverso. Después de otra derrota ante Crash, Cortex se prepara para retirarse hasta que Tropy anuncia su propio complot para remodelar el multiverso, que borraría tanto a Crash como a Cortex de la existencia. Cortex, indignado por la traición de Tropy, se une a Crash y su grupo para detener a Tropy y sellar las grietas dimensionales. Después de un viaje de celebración a una metrópolis futurista, Cortex secuestra a Kupuna-Wa, una «máscara cuántica» mágica con poderes que alteran el tiempo, y la usa para viajar en el tiempo a su apuesta original por dominar el mundo y evitar la creación de Crash. Sin embargo, no puede convencer a su yo pasado de que abandone el experimento y nuevamente es derrotado por Crash actual. El Cortex actual es desterrado por las Máscaras Cuánticas al final del universo, donde Cortex se relaja en una playa y disfruta de la paz y la tranquilidad hasta que Uka Uka aparece de repente ante él.
Una serie de «Flashback Tapes» coleccionables en el juego detallan el entrenamiento de Cortex del entonces sin nombre Crash antes de su iniciación en el ejército de Cortex, y la última cinta con Crash incluye a Cortex bautizándolo con el nombre «Crashworth Cortex the First», o «Crash» para abreviar. En las cintas posteriores, que tienen lugar después de la fuga de Crash del castillo de Cortex, Cortex entrena a la hermana de Crash, a quien llama «Coco», contrata a N. Gin, y crea a Dingodile como un sustituto potencial de Coco, quien finalmente escapa del castillo de Cortex con el pretexto de emprender otro juicio.

### Otros juegos
Cortex aparece como un personaje jugable en los títulos de carreras Crash Team Racing, Crash Nitro Kart y Crash Tag Team Racing, así como en los títulos de fiesta Crash Bash y Crash Boom Bang!. Cortex es el principal antagonista en los títulos portátiles Crash Bandicoot: The Huge Adventure, Crash Fusión. Aunque Cortex está ausente de la narrativa de Crash Bandicoot 2: N-Tranced, es un personaje jugable en el modo multijugador del juego. En plataformas móviles, Cortex aparece como antagonista en el título de carreras Crash Bandicoot Nitro Kart 3D y en el juego de corredor Crash Bandicoot: On the Run!. Fuera de la serie Crash Bandicoot, Cortex apareció junto a Crash como un personaje jugable en las versiones de PlayStation 3 y PlayStation 4 de Skylanders: Imaginators.

## Promoción y recepción
Cortex ha aparecido en una serie de figura de acción de Crash Bandicoot producidas por Resaurus. Para Crash Bandicoot 2: Cortex Strikes Back, Resaurus produjo una figura del «Dr. Neo Cortex» con una pistola láser, una fruta Wumpa y un cristal como se ve en el juego. También se han hecho una figura de vinilo de Funko y un patito de goma de Numskull Designs a imagen de Cortex. El 28 de julio de 2020, First 4 Figures presentó una figura coleccionable de resina de 21 pulgadas de Cortex, con una fecha de lanzamiento estimada para el tercer trimestre de 2021. La figura representa una escena de la pelea del jefe contra él en Crash Bandicoot: Warped, en el que Cortex empuña una pistola de rayos y una mina cronometrada. La figura se lanzará en edición estándar y exclusiva; la versión exclusiva presenta un hoverboard iluminado, una mina y un rastro de humo.
Cortex se ha clasificado en varias listas de los mejores villanos de videojuegos. Robert Workman de GameDaily clasificó a Cortex en el puesto veintitrés de su lista de los «25 mejores cerebros malvados de todos los tiempos», afirmando que «su cabello retorcido parecido al de Wario, su perilla puntiaguda y esa gran N estampada en el medio de su frente lo hacen parecen pura maldad». Chris Buffa, también de GameDaily, clasificó a Cortex en el número veintiuno en su lista de «Los 25 villanos más locos». En el Guinness World Records 2013 Gamer's Edition, Cortex ocupó el puesto 42 en su lista de los 50 mejores villanos de videojuegos. GamesRadar+ clasificó a Cortex en el puesto 98 en su lista de 2013 de los mejores villanos en la historia de los videojuegos.
Las interpretaciones vocales de Clancy Brown como Cortex han recibido comentarios positivos de los críticos. Major Mike de GamePro  Mark Cooke de GameRevolution elogiaron la actuación de Brown en Crash Bandicoot 2: Cortex Strikes Back, y Cooke describió a Brown como «hilarante» y «satírico». En su reseña de Crash Bandicoot: la venganza de Cortex, Ben Kosmina de Nintendo World Report destacó la actuación de voz de Brown como «genial» y recordó la línea de Cortex «... y una mujer con grandes y agradables... bolsas de hielo para mi cabeza» siendo un destacado en Crash Bandicoot: Warped. Chris Carter de Destructoid, en su reseña de Crash Bandicoot N. Sane Trilogy, expresó su preferencia por la actuación de Brown en la trilogía original sobre la actuación de Lex Lang en la versión remasterizada.
También se elogió la interpretación de Cortex y la interpretación vocal de Lang en Crash Twinsanity. Los revisores apreciaron la dimensión adicional de la personalidad de Cortex y consideraron que el personaje y su diálogo son los más entretenidos y logrados del juego. Nick Valentino de GameZone describió a Cortex como «loco de la mejor manera posible», mientras que Andrew Reiner de Game Informer admitió que «convertir a Cortex en un lunático travestido provocó algunas risas».
Eddie Makuch de GameSpot, discutiendo la demostración de Crash Bandicoot 4: It's About Time, estaba encantado con la personalidad «caricaturescamente malvada» de Cortex, y Alessandro Fillari de la misma publicación agradeció su humanización después de observarlo desde la distancia en los juegos originales, describiéndolo como «algo así como El Coyote, pero con tecnología más avanzada y un ego más grande. De alguna manera, siempre está dos pasos detrás de Crash, lo cual es gracioso».